# کلینتون تاون شیپ، شهرستان مکمب، میشیگان
کلینتون تاون شیپ، شهرستان مکمب (به انگلیسی: Clinton Township) یک شهر در ایالات متحده آمریکا است که در شهرستان مکمب، میشیگان واقع شده‌است. کلینتون تاون شیپ، شهرستان مکمب ۴۷٫۰ کیلومتر مربع مساحت و ۹۶٬۷۹۶ نفر جمعیت دارد و ۲۶۷ متر بالاتر از سطح دریا واقع شده‌است.